# Takk...
Takk... (bedankt...) is het vierde studioalbum van de IJslandse post-rockband Sigur Rós. Het werd uitgebracht op 12 september 2005 door EMI en Geffen Records.
Het album werd opgenomen in de Sundlaugin Studio's in Mosfellsbær, IJsland met co-producer Ken Thomas en de mastering gebeurde in New York. Sigur Rós begon in augustus 2003 met het schrijven van nummers. In 2004 werd er het hele jaar doorgewerkt, waarna in december de opnamen begonnen. In juni 2005 werd het album afgerond. Takk.. klinkt toegankelijker en grootser dan Sigur Rós' eerdere materiaal en bevat teksten in het IJslands die volgens Jónsi Birgisson 'simpel en naïef' zijn.
Takk.. bereikte in IJsland de eerste plaats in de albumhitlijst en belandde ook onder andere in de Nederlandse, Belgische, Britse en Amerikaanse hitlijsten. Er werden drie singles uitgebracht: "Glósóli", "Hoppípolla" en "Sæglópur".

## Productie
In augustus 2003 werd er voor het eerst aan een nieuw album gewerkt. Enkele nummers die kandidaten waren om op daarop te belanden, waren al eerder live gespeeld: "Gong" werd in februari 2003 gedebuteerd en ook "Mílano" en een nummer genaamd "Salka" hoorden daar bij. "Mílano" werd samen met strijkkwartet amiina in 2001 tijdens een soundcheck voor een concert in Milaan bedacht. Jón Þór Birgisson vroeg amiina om iets te improviseren, waardoor de basis van "Mílano" ontstond. Het nummer onderging daarna nog vele veranderingen. De opnamen vonden volledig plaats in de Sigur Rós-studio in Álafoss, Mosfellsbær. In tegenstelling tot de opnamen van ( ) werden nu de nummers niet van tevoren geschreven; er werd tegelijk geïmproviseerd en opgenomen. In januari 2004 was de basis van zes nummers afgerond. Het werk ging de rest van het jaar door; in december was de basis van het hele album af, waarna er lagen over de nummers werden gelegd en de daadwerkelijke opnamen konden beginnen. Ook voegde amiina zich bij Sigur Rós, om mee te helpen bij de opnamen en onder andere "Mílano" te spelen. In juni 2005 waren de opnamen klaar en kon de mastering beginnen. Dat gebeurde bij Sterling Sound in New York. Op 8 juli speelde Sigur Rós zijn eerste concert in twee jaar in Glasgow. Vijf nieuwe nummers werden gedebuteerd: "Intro", "Glósóli", "Sæglópur", "Sé lest" en "Andvari". Twee dagen later werden alle details van het album bekendgemaakt: het kreeg de naam Takk... ('bedankt...') en werd op 12 september beschikbaar.

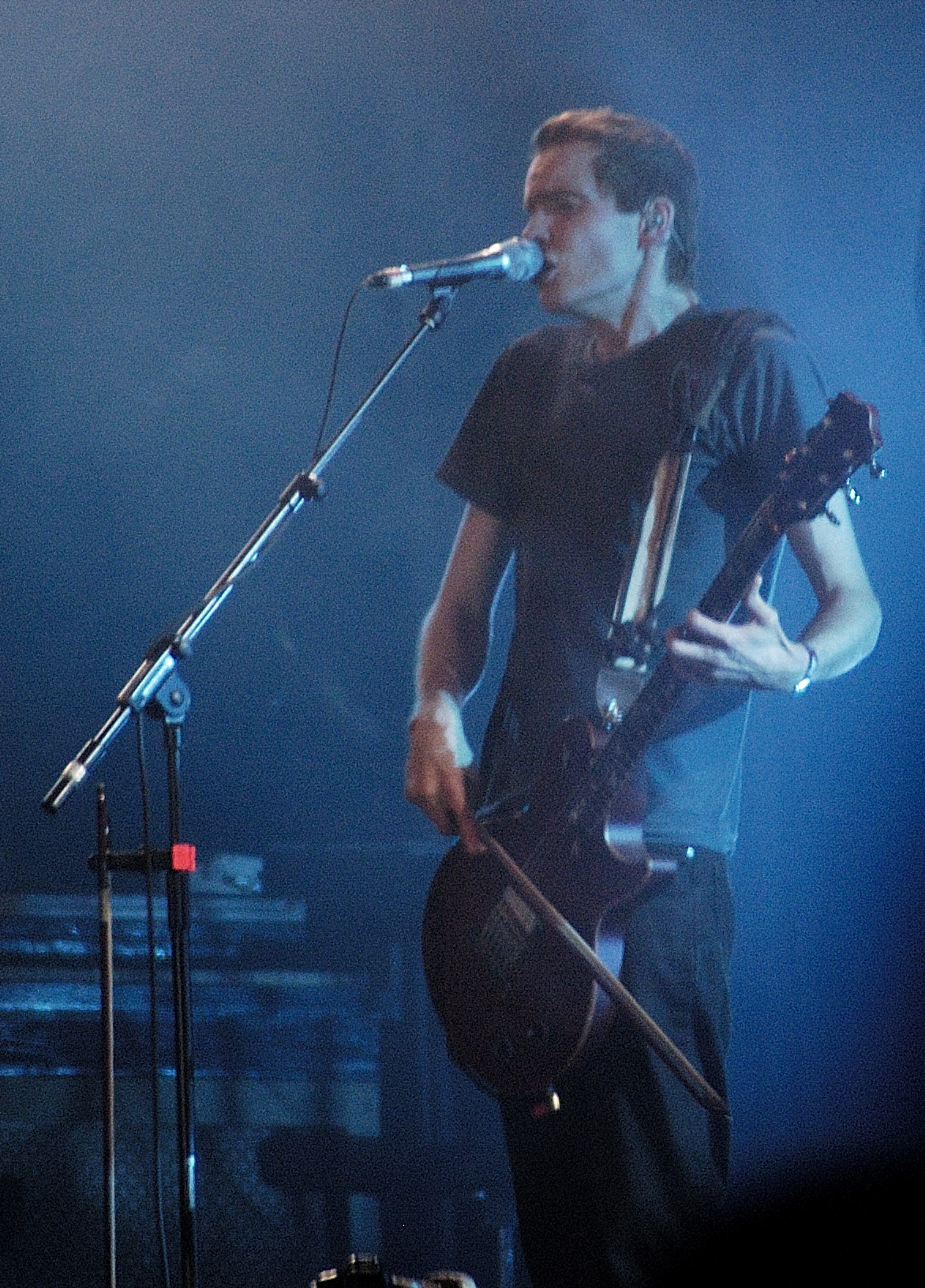
Jón Þór Birgisson ter promotie van Takk... op het Roskilde Festival in 2006.

Takk.. klinkt in vergelijking met ( ) toegankelijker en meer orkestraal. Er werd tijdens de opnamen al gestreefd naar meer popsongs, om een contrast te vormen met de zwaardere nummers op ( ). De bandleden probeerden tijdens het schrijven steeds 'gelukkig' te voelen, om een positief gevoel te creëren. Orri Páll Dýrason: "Ik denk dat je in de muziek ons humeur van toen kunt horen. We waren nogal beduusd van 'The brackets album'. Het leven was raar, veel dingen waren aan het veranderen en we verloren onze roots. En het vele toeren. Nu voelen we ons zekerder, nu we gewend aan alles zijn. We zijn gelukkig." Een van de kenmerken van de nummers is dat ze langzaam opbouwen tot een groots klinkende climax. Georg Hólm over deze stijl: "Toen we deze nummers schreven, wisten we waar we naartoe wilden. Ze moeten opbouwen tot een explosie, alsof er energie opgesloten zit die eruit moet. Voor ons voelt dit normaal omdat nummers zo moeten zijn en ik denk dat het publiek deze energie ook voelt als ze het beluisteren. Als die explosie komt, dan krijg je een geweldig gevoel."
Het album kreeg de naam Takk... omdat volgens Jónsi het een sterk woord is en dat de band "dankbaar is dat we dit kunnen doen, dat we leven en dat we gelukkig zijn". De zang is weer in het IJslands, nadat ( ) alleen het Vonlenska bevatte. Jónsi noemt de teksten 'erg simpel en naïef': "Het gaat over momenten en kleine avonturen. Niets dat diep gaat." Jónsi's gitaar met celloboog keert terug op dit album na een korte afwezigheid. Deze is onder andere te horen op "Glósóli". Op "Sé lest" is een celesta te horen, die de bandleden van Björk hadden geleend. Het artwork voor Takk.. werd gecreëerd door The Toothfaeries (een synoniem voor Jónsi's vriend Alex Somers en Orri's vriendin Lukka Sigurðardóttir) en Jónsi zelf. Vanaf augustus 2005 konden bezoekers van sigur-ros.is het artwork gratis downloaden.

## Uitgave
Het album verscheen op 12 september 2005. Drie dagen voor de uitgave van Takk... was het gehele album via de MySpace van Sigur Rós te horen. Naast de standaard uitgave verscheen er ook een 'limited edition'. Hierin werd onder andere een boek met extra artwork aangeboden. De opnamen van Takk... waren analoog, waardoor het goed geschikt was voor een vinyl-uitgave. Deze volgde in december 2005. Er werden 1000 kopieën gedrukt. De eerste single werd "Glósóli". De uitgave werd een download-only en werd op 15 augustus uitgegeven via de website sigur-ros.is. Mensen in Noord-Amerika konden een dag later "Sæglópur" bestellen. In de Verenigde Staten werden 'Takk.. listening parties' gehouden. De tweede single werd "Hoppípolla" en werd op 28 november uitgebracht. De muziekvideo van "Glósóli" werd in september uitgebracht. Stefan Arni en Siggi Kinski waren de regisseurs en Chris Soos was de cinematograaf van de video.
Takk.. verscheen op de IJslandse albumhitlijst in de eerste week meteen op nummer één en werd daarmee het snelst verkopende album van het jaar. In Nederland verscheen het album op plaats 44, dat meteen de hoogste notering zou worden. Drie weken later verdween het uit de lijst. In België kwam Takk.. binnen op plaats 30, om uiteindelijk op plaats acht te pieken. Het album bleef zeven weken in de Belgische lijst. Alleen in IJsland, Noorwegen (4e), Portugal (5e) en Ierland (6e) piekte het album hoger. In het Verenigd Koninkrijk behaalde het album de 14e en in de Verenigde Staten de 27e plaats. Takk... kreeg in december 2005 de gouden status in IJsland. Ook waren er op dat moment 800.000 kopieën van het album verkocht. Op de Icelandic Music Awards in 2006 ontving Takk... de prijzen voor 'best album deisign', 'best alternative act' en 'best rock album'.
| Hoogste albumnoteringen per land | Hoogste albumnoteringen per land |
| -------------------------------- | -------------------------------- |
| Australië                        | 20                               |
| België                           | 8                                |
| Denemarken                       | 16                               |
| Duitsland                        | 27                               |
| Finland                          | 8                                |
| Frankrijk                        | 30                               |
| Ierland                          | 6                                |
| IJsland                          | 1                                |
| Italië                           | 11                               |
| Nederland                        | 40                               |
| Noorwegen                        | 4                                |
| Portugal                         | 5                                |
| Oostenrijk                       | 35                               |
| Spanje                           | 58                               |
| Verenigd Koninkrijk              | 16                               |
| Verenigde Staten                 | 27                               |
| Zweden                           | 12                               |
| Zwitserland                      | 31                               |

### Recensies
Takk.. kreeg op reviewsite Metacritic een gemiddelde van 84 uit 100, gebaseerd op 37 reviews. Allmusic gaf het album vier van de vijf sterren: "Takk... is nog steeds een Sigur Rós-album, een groot deel dankzij de immer aanwezige buitenaardse zang, maar ook omdat de enige echte verandering de actie van de arrangementen zijn - de bekende combinatie van bass, drums, piano, zang, veel strijkinstrumenten en wat hoorns - en de kleuren die gebruikt zijn. Ondanks dat de opening klinkt als een leuke wandeling door de sneeuw is dit album geschikt voor een zonnige lentemorgen, terwijl ( ) just perfect was voor wat gesjok door een winterse hei. Dus zo bekeken is dit geen herhaling en ook meer tastbaar dan denkbeeldig, maar het gaat niemand overtuigen die opeens een wijsvinger tegen zijn keel voelde toen hij "Svefn-G-Englar" voor het eerst hoorde."
Pitchfork Media gaf het album een 7.8: "Uiteindelijk is Takk... een warmer en meer orkestrale aanpak van de band's geluid en met gemak het meest toegankelijke album tot op heden. (...) Takk... is uitbundig, continu uitbarstend tot kleine vreugdegolven. Afgescheidenen die Sigur Rós afdeden als de soundtrack voor pols-snijders kunnen tijdelijk verbaasd staan van het nieuwe giechelen van de band. Takk... klinkt nog het meest als Sigur Rós' zondagochtendplaat; gapen, slaperig grijnzen en een snelle ruk aan het gordijn. (...) Takk... bewijst dat Sigur Rós zijn eigen legende kan overstijgen: de neiging om te overstijgen naar new age-blubber is nog altijd aanwezig en Sigur Rós is nog steeds niet voor de diepgewortelden. Desalniettemin is het album meer dan betekenisloze klanken. Speel het af in de nazomerhitte en kijk of het smelt."

## Nummers
De Nederlandse vertaling van de titels staan onder de originele titel weergegeven.
1. "Takk..." – 1:57
 "Bedankt..."
2. "Glósóli" – 6:15
 "Gloeiende ondergrond"
3. "Hoppípolla" – 4:28
 "Springen in plassen"
4. "Með blóðnasir" – 2:17
 "Mijn neus bloedt"
5. "Sé lest" – 8:40
 "Ik zie een trein"
6. "Sæglópur" – 7:38
 "Verdwaald op zee"
7. "Mílanó" – 10:25
 "Milaan"
8. "Gong" – 5:33
 "Gong"
9. "Andvari" – 6:40
 "Briesje"
10. "Svo hljótt" – 7:24
 "Zo stil"
11. "Heysátan" – 4:09
 "Hooiberg"

## Medewerkers
- Sigur Rós - Creatie, productie
  - Jón Þór Birgisson - zang, gitaar, keyboard, artwork
  - Georg Hólm - basgitaar, keyboard
  - Kjartan Sveinsson - keyboard, gitaar
  - Orri Páll Dýrason - drums, keyboard, celesta
- Ken Thomas - Engineering, mixing en coproductie
- amiina - Snaar-arrangementen
  - Edda Rún Ólafsdóttir - viool
  - Maria Huld Markan Sigfúsdóttir - viool
  - Sólrún Sumarliðadóttir - cello
  - Hildur Ársælsdóttir - viool
- Birgir Jón Birgisson - Engineering
- Ted Jensen - Mastering
- Gréta Salóme Stefánsdóttir - viool
- Álafosskórinn - koor op "Hoppípolla"
- Ísak Winther - artwork

- Ingrid Karlsdóttir - viool
- Matthías Stefánsson - viool
- Stefanía Ólafsdóttir - viool
- Össur Geirsson - tuba
- Kristín Lárusdóttir - cello
- Júlía Mogensen - cello
- Eyjólfur Bjarni Alfreðsson - altviool
- Stefanía Ólafsdóttir - altviool
- Helgi Hrafn Jónsson - trombone
- Samúel Jón Samúelsson - trombone
- Eiríkur Orri Ólafsson - trompet
- Snorri Sigurðarson - trompet
- Frank Aarnink - percussie, pauk
- Lukka Sigurðardóttir - artwork
- Alex Somers - artwork

## Versies
|    | jaar | platenmaatschappij | locatie                   | formaat               | catalogusnummer      |
| -- | ---- | ------------------ | ------------------------- | --------------------- | -------------------- |
| 1  | 2005 | EMI                | Europese Unie             | cd                    | 094633725225         |
| 2  | 2005 | EMI                | Europese Unie             | cd special edition    | 094633846227         |
| 3  | 2005 | EMI                | Europese Unie             | 3 vinyl boxset deluxe | 094633725218         |
| 4  | 2005 | Toshiba/EMI        | Japan                     | cd                    | TOCP66393            |
| 5  | 2005 | Geffen             | Verenigde Staten & Canada | cd                    | B0005345-02          |
| 6  | 2005 | EMI                | Taiwan                    | cd                    | 00946 337 252 2 5    |
| 7  | 2005 | PIAS               | Europa                    | cd                    | PIASV001-946.0001.20 |
| 8  | 2005 | PIAS               | Verenigde Staten          | cd                    | PIASA1-2             |
| 9  | 2005 | EMI/Odeon          | Argentinië                | cd                    | 15077-1 33725225     |
| 10 | 2005 | EMI                | Indonesië                 | cassette              | E00824               |
| 11 | 2005 |                    | China                     | cd                    | BR0534               |
| 12 | 2005 |                    | Rusland                   | cd                    |                      |